# Copestylum tympanitis
Copestylum tympanitis là một loài ruồi trong họ Ruồi giả ong (Syrphidae). Loài này được Fabricius mô tả khoa học đầu tiên năm 1805. Copestylum tympanitis phân bố ở miền Tân bắc